# Fair (Insel)
Fair ist eine der indonesischen Kei-Inseln.

## Geographie
Fair liegt zwischen den Inseln Ubur, Kei Dullah und Kei Kecil. Fair gehört zum Distrikt (Kecamatan) Pulau Dullah Selatan des Regierungsbezirks (Kabupaten) der Südostmolukken (Maluku Tenggara). Dieser gehört zur indonesischen Provinz Maluku.